# タンプ
株式会社タンプ（英: TANP Inc.）は、東京都品川区に本社を置く企業。旧社名は株式会社Gracia（グラシア、英: Gracia, Inc.）。
また、TANP（タンプ）は同社が運営するギフト専門通販サービスの名称。

## 概要
2017年に東京大学在学中に中内怜と斎藤拓泰が設立。同年ギフト専門通販「TANP（タンプ）」を運営開始。コスメ・インテリア雑貨・アパレル雑貨・ギフトカタログ・食品ギフトなどを幅広く取り扱い、多くの商品を自社の倉庫にてギフトラッピングなどのサービスを独自に提供している。
レーザープリントを活用した名入れや刺繍名前入れなどの複雑なギフトオプションを提供している。また、WMSをギフトに特化した形で開発を行うことでギフトに特化した物流の構築をおこなっている。日本のベンチャーキャピタルから出資を受けながら急成長を遂げている。

## 沿革

### 2010年代
- 2017年6月 - 株式会社Gracia設立
- 2017年9月 - ギフト専門通販「TANP」サービス提供開始
- 2018年4月 - 事業拡大のため本店を渋谷区から品川区に移転
- 2018年10月 - ANRI、マネックスベンチャーズなどから1.2億資金調達[1]
- 2019年8月 - グロービス・キャピタル・パートナーズなどから5億資金調達[2][3]

### 2020年代
- 2020年1月 - 「TANP」よりiOSアプリを提供開始[4]
- 2020年7月 - グロービス・キャピタル・パートナーズなどから11億資金調達[5][6]
- 2020年11月 - 「TANP」よりAndroidアプリを提供開始[7]
- 2021年5月 - サブスクリプションサービス「TANP BOX」を提供開始[8]
- 2024年6月 - 会社名をサービス名と統一し、株式会社タンプに商号変更[9]